# Matt Bissonette
Matt Bissonette (* 25. Juli 1961 in Detroit, Michigan) ist ein US-amerikanischer Bassist.

## Werdegang
Matt Bissonette wuchs in einer Musikerfamilie auf, sein Vater Bud spielt Schlagzeug, seine Mutter Phyllis Klavier und Vibraphon und sein älterer Bruder Gregg Bissonette Schlagzeug.
Er studierte Jazz an der University of North Texas. Später spielte er – oft zusammen mit seinem Bruder Gregg – mit Joe Satriani, David Lee Roth, Julian Lennon, Brian Wilson, Don Henley und Peter Frampton. Von 1993 bis 1999 und noch einmal kurz 2007/2008 hatte er eine eigene Band namens The Mustard Seeds, der zeitweise auch sein Bruder angehörte. Im Jahr 2003 begleitete er Ringo Starr mit seinem Bruder Gregg auf einer USA-Tournee. Ab  2012 war er festes Bandmitglied in der Elton-John-Band.
Matt Bissonette lebt mit seiner Frau in Orange County (Los Angeles); sie haben zwei gemeinsame Kinder.

## Diskografie (Auswahl)

### Mit Jeff Lynne
- ELO Zoom Tour (band)|Zoom (2001)

### Mit David Lee Roth
- A Little Ain’t Enough (1991)

### Mit Joe Satriani
- The Extremist (1993)
- Strange Beautiful Music (2002)
- Is There Love In Space? (2004)
- G3: Live in Tokyo (2005)
- Professor Satchafunkilus and the Musterion of Rock (2008)

### Mit Ringo Starr
- Ringo Starr: Live at Soundstage (2007)

### Mit Rick Springfield
- Venus in Overdrive (2008)